# Neil Gray
Neil Charles Gray, né le 16 mars 1986 à Kirkwall, est un homme politique du Parti national écossais (SNP).
Il est député pour Airdrie et Shotts de 2015 à 2021. Il est secrétaire d'État fantôme du SNP pour le travail et les retraites de 2015 à 2021.
En 2022, il est nommé ministre de la Culture, de l'Europe et du Développement international par la première ministre Nicola Sturgeon.

## Jeunesse
Gray est né et grandit dans les Orcades et fait ses études à la Kirkwall Grammar School . Il est diplômé de l'Université de Stirling en 2008 avec un baccalauréat ès arts avec distinction en politique et en journalisme .
Après avoir obtenu son diplôme, Gray est employé en tant que producteur et journaliste à BBC Radio Orkney de 2003 à 2008.

## Carrière politique
Gray travaille comme stagiaire en presse et en recherche pour le groupe parlementaire SNP au Parlement écossais . Il est également employé par Alex Neil à partir de 2008, étant nommé directeur du bureau de circonscription en 2011.
Il est élu en 2015 et en 2017, il conserve Airdrie et Shotts avec une majorité considérablement réduite de 195 voix, bien qu'il ait augmenté à l'élection générale de 2019 à une majorité plus forte de 5 000 voix par rapport au candidat travailliste, arrivé deuxième.
Gray mène une vaste campagne en faveur des employés de Roadchef et d'anciens employés, qui ont attendu plus de 20 ans le remboursement de l'argent détourné par l'ancien cadre Tim Ingram Hill .
En novembre 2020, Gray annonce qu'il démissionnerait de son poste de député afin d'essayer de remporter un siège au Parlement écossais lors des élections au Parlement écossais de 2021 . Le 23 mars 2021, il prononce son dernier discours à la Chambre des communes et est nommé commissaire et bailli du manoir de Northstead un jour plus tard .

## Vie privée
En dehors de la politique, Gray a été un athlète passionné, représentant l'Écosse au 400 m, jusqu'à ce qu'une grave blessure au genou mette fin à sa carrière sportive .
Neil est marié et père de trois filles et d'un fils .